# Rizo

Rizo interior

El rizo, looping o bucle es una maniobra aérea que se realiza describiendo una trayectoria de vuelo casi circular y cerrada en un plano vertical, que pasa por las posiciones de ascenso, vuelo invertido y picado. Para su ejecución necesita generalmente un solo control positivo del timón de profundidad y de la palanca de gases. En Rusia se le conoce como el Rizo o Lazo de Nésterov.

## Pasos para ejecutar el rizo o looping normal
1. Un picado medio directamente sobre la referencia en el suelo hasta llegar a una velocidad superior en un 20% a la de crucero, retrasar los gases para mantener las RPM; alas niveladas.
2. Tirón rápido a 3 Gs hacia el horizonte. Cuando el morro empieza a subir por encima del horizonte, gases a tope.
3. Se continúa la presión hacia atrás hasta que se está en invertido. Se echa la cabeza hacia atrás para ver el horizonte. Se relaja momentáneamente la presión hacia atrás sobre la palanca para el looping más redondo.
4. Cuando se empieza a descender en invertido, se retrasan los gases a ralentí al pasar el morro por el horizonte. Se continúa la presión hacia atrás y se lleva el avión alineado con la línea de referencia.
5. Se recupera el vuelo recto y nivelado. Se deben evitar las cargas excesivas durante el tirón.

## Tipos de rizos
- Looping exterior
- Looping interior
- Looping con perinola /Avalancha/ Looping con tonel rápido

Es un looping normal en que se intercala un tonel rápido en la parte superior.
- Looping con cuarto de tonel

Consiste en tres cuartos de looping, con un cuarto tonel descendente y recuperación por medio de un cuarto de looping.
- Looping cuadrado

El looping cuadrado consiste en cuatro tramos rectos enlazados por cuatro giros de 90°. Cuando más cerrados sean estos giros, mejor efectuado estará el looping cuadrado.
- Looping octagonal
- Looping con medio tonel rápido

## Notación Aresti
| Figura        | Notación Aresti |
| ------------- | --------------- |
| Rizo interior |                 |
| Rizo exterior |                 |